# 総合教育政策局
総合教育政策局（そうごうきょういくせいさくきょく）は、文部科学省の内部部局の一つ。従来の生涯学習政策局を総合的な教育改革を推進するための機能強化し、平成30年(2018年)10月1日に改組された。教育分野の筆頭局として位置づけられている。前身は初等中等教育局の教職員課や高等教育局の大学振興課の一部である。

## 組織
- 社会教育振興総括官
- 政策課
- 国際教育課
- 教育人材政策課
- 生涯学習推進課
- 地域学習推進課
- 男女共同参画共生社会学習・安全課
- 日本語教育課
- 参事官　(調査企画担当)

## 総合教育政策局長

### 現職
| 代 | 氏名       | 出身省庁 | 前職         | 就任年月日    |
| -- | ---------- | -------- | ------------ | ------------- |
| 8  | 塩見みづ枝 | 文部省   | 研究振興局長 | 2025年7月15日 |

### 過去
| 代 | 氏名     | 出身省庁 | 前職                         | 在任期間                      | 後職                   |
| -- | -------- | -------- | ---------------------------- | ----------------------------- | ---------------------- |
| 1  | 清水明   | 文部省   | 大臣官房付（文部科学戦略官） | 2018年10月16日 - 2019年7月9日 | 日本芸術文化振興会理事 |
| 2  | 浅田和伸 | 文部省   | 大臣官房付 (文部科学戦略官)  | 2019年7月9日 - 2021年1月1日   | 国立教育政策研究所長   |
| 3  | 義本博司 | 文部省   | 大学入試センター理事         | 2021年1月1日 - 2021年9月21日  | 文部科学事務次官       |
| 4  | 藤原章夫 | 文部省   | 内閣官房内閣審議官           | 2021年9月21日 - 2022年9月1日  | 初等中等教育局長       |
| 5  | 藤江陽子 | 文部省   | 日本学生支援機構理事         | 2022年9月1日 - 2023年8月8日   | 文部科学審議官         |
| 6  | 望月禎   | 文部省   | 大臣官房長                   | 2023年8月8日 - 2024年7月11日  | 初等中等教育局長       |
| 7  | 茂里毅   | 文部省   | スポーツ庁次長               | 2024年7月11日 - 2025年7月15日 | 大臣官房長             |